# Sonia Blota
Sonia Helena Fontes Blota Studart (São Paulo, 02 de junho de 1971), conhecida como Sonia Blota, é uma jornalista, repórter, comentarista e apresentadora de televisão e rádio brasileira. Neta do comunicador Blota Júnior e da apresentadora Sonia Ribeiro, é correspondente internacional da Rede Bandeirantes em Paris e apresentadora do Jornal Gente, da Rádio Bandeirantes.
Em sua trajetória, conquistou diversos prêmios nacionais e internacionais, como o Troféu Mulher Imprensa (cinco vezes), o Prêmio Ayrton Senna de Jornalismo e o troféu Mídia da Paz. Em 2022, foi homenageada com o The Winner Awards pelo trabalho com foco em geopolítica.

## Carreira
Formada em Direito pela Universidade Mackenzie e em Jornalismo pela Faculdade Cásper Líbero, Sonia iniciou sua trajetória na televisão em 1994, quando fez as suas primeiras reportagens para o SBT. De lá, seguiu para a EPTV, afiliada da Rede Globo, em São Carlos, interior de São Paulo, onde trabalhou por três anos. Na Rede Globo, Sonia fez participações no  Bom Dia Brasil, Bom Dia São Paulo e Jornal Hoje. 
Ainda em 1994, formou-se na pós-graduação em Didática no Ensino Superior pela Faculdade Cásper Líbero. 
Em 1998, ingressou no Grupo Bandeirantes, onde permanece até hoje, somando 25 anos de atuação em rádio e TV. 
De repórter do extinto Canal 21, Sonia se tornou uma das repórteres de maior destaque em Brasília. Ela cobriu não apenas política, mas também economia, sociedade, turismo e até moda. 
Em 2011, foi convidada a atuar como correspondente internacional da Band em Paris, na França. 
Em 2013, concluiu o curso de dois anos sobre Civilização Francesa na Universidade Sorbonne, na França. 
Atualmente, além de correspondente internacional para a Band TV em Paris, Sonia é apresentadora do Jornal Gente, da Rádio Bandeirantes, exibido também na BandNews TV, e comentarista internacional na emissora. 
Além disso, comanda, ao lado de Christiano Panvechi, o programa de entrevistas "Brasil com Z", transmitido na Rádio Bandeirantes e nos principais agregadores de áudio on-line.

## Prêmios
- 2002: Prêmio Ayrton Senna de Jornalismo - Categoria Destaque de Educação/Mídia Eletrônica - reportagem especial “Heróis da Paz” (exibida no Jornal da Band).
- 2005: Troféu Mulher Imprensa - Categoria Repórter de Telejornal.
- 2008: Troféu Mulher Imprensa - Categoria Repórter de Telejornal.
- 2009: Troféu Mulher Imprensa - Categoria Repórter de Telejornal.
- 2010: 1º Prêmio Jornalístico do Sindicato da Panificação.
- 2011: 1º Prêmio em Jornalismo da Construção Civil - ABECIP.
- 2018: Troféu Mulher Imprensa - Categoria Correspondente Brasileira.
- 2020: Troféu Mulher Imprensa - Categoria Repórter de Telejornal.
- 2022: The Winner Awards - correspondente internacional.

## Coberturas especiais
- 1998: Eleições majoritárias do Brasil.

- 2002: Canonização do primeiro santo brasileiro no Vaticano.
- 2002-2023: Mais de 20 viagens oficiais com as delegações que acompanharam os presidentes Luiz Inácio Lula da Silva e Dilma Rousseff (destaque para: G8 no Japão; G8 em Cannes; visita à Base do Brasil na Antártica; visita ao Irã; e encontro do Papa Bento XVI com Lula e Sarkozy na Guiana Francesa).
- 2005: Morte do Papa João Paulo II.
- 2006: Copa do Mundo da Alemanha.
- 2011: Casamento Real do Príncipe William da Inglaterra.
- 2012: Naufrágio do navio Costa Concordia.
- 2011: Cúpula do G20 na França.
- 2012: Posse do presidente da França François Hollande.
- 2011-2013: Viagens da presidente Dilma Rousseff à Índia, Bulgária, Turquia, Bélgica, França, Rússia, Itália, Portugal e Espanha.
- 2012: Jogos Olímpicos de Londres.
- 2013: Renúncia do Papa Bento XVI e entronização do Papa Francisco.
- 2013: Fórum Econômico em Doha, no Qatar.
- 2016: Campeonato Europeu de Futebol[16].
- 2022: Morte da Rainha Elizabeth II[17].
- 2022-2023: Guerra entre Rússia e Ucrânia[18][19].
- 2023: Terremoto na Turquia e na Síria.